# Notre-Dame-des-Prairies
Notre-Dame-des-Prairies är en stad (kommun av typen ville) i provinsen Québec i Kanada. Den ligger i regionen Lanaudière, i den sydöstra delen av landet, 190 km öster om huvudstaden Ottawa.